# Гюстав Моро
Гюстав Моро (на френски: Gustave Moreau, 6 април 1826 – 18 април 1898) е френски художник, представител на течението символизъм.

## Биография
Моро е роден в Париж в семейството на Луи Жан Мари Моро, архитект, и Адел Полин де Мутие. Моро е ученик на Франсоа-Едуар Пико. Сприятелява се с Теодор Шасерие, чиито творби оказват силно влияние върху творчеството на Моро. Художникът предприема редица пътувания в Италия (Рим, Флоренция, Милано, Пиза, Сиена, Венеция), където с месеци изучава и копира картини на Тициан и Леонардо да Винчи, а също и фреските на Микеланджело в Сикстинската капела. Освен влиянието на ренесансовите майстори, в картините на Моро се долавят екзотични и ориенталски мотиви.
В продължение на 25 години Моро е в много близки (вероятно романтични) отношения с Аделаид-Александрин Дюрьо, която той рисува няколко пъти.  Първата му картина е „Пиета“, която днес се намира в катедралата в Ангулем. През 1853 г. Моро представя в Парижкия салон картините „Сцена от Песен на песните“ и „Смъртта на Дарий“. Една от първите му символистки картини – „Едип и Сфинксът“ е изложена в Салона през 1864 г.
През 1888 г. Моро е избран за член на Френската академия за изящни изкуства и става професор там през 1892 г. Сред учениците му са Адолф Бофрер, Анри Матис, Албер Марке и Жорж Руо.
Моро умира на 18 април 1898 г. в Париж и е погребан в гробището в Монмартър. Художникът оставя след себе си над 8000 картини, акварели и рисунки, много от които са изложени в Националния музей „Гюстав Моро“ (Musée national Gustave Moreau), намиращ се на улица „Ларошфуко“ 14 (Париж). Там е било ателието на художника, а музеят е открит официално на 13 януари 1903 г. През 1912 г. Андре Бретон го посещава и остава дълбоко впечатлен от творбите на Моро.

## Галерия
- Пиета 
(1852)
- Хезиод и музата 
(1857)
- Едип и Сфинкса 
(1864)
- Орфей 
(1865)
- Венера, излизаща от вълните 
(1866)
- Прометей 
(1868)
- Европа и бика 
(1869)
- Видение 
(1876-77)
- Бебето Мойсей 
(ок. 1876-78)
- Свети Георги побеждава дракона 
(1889)
- Вълкът и агнето 
(1889)
- Юпитер и Семела 
(1895)

## За него
- Paul Flat, Le Musée Gustave Moreau. L’artiste, son œuvre, son influence, Paris, 1899.
- George Desvalliéres, L’Œuvre de Gustave Moreau, Paris, 1911.
- Jean Revol, Gustave Moreau, La Nouvelle Revue française, n°106, octobre 1961.
- Paul Bittler et Pierre-Louis Mathieu, Musée Gustave Moreau. Catalogue des dessins de Gustave Moreau, Paris, 1983.
- Geneviève Lacambre, Gustave Moreau: Maître Sorcier, Paris, 1997.
- Pierre-Louis Mathieu, Gustave Moreau: monographie et nouveau catalogue de l'œuvre achevé, ACR Édition, Paris, 1998.
- Pierre-Louis Mathieu, Gustave Moreau, L'assembleur de rêves, ACR Éditions, Paris, 1998.
- Peter Cooke, Gustave Moreau et les arts jumeaux: peinture et littérature au dix-neuvième siècle, Berne, 2003.
- Marie-Anne Sarda (ред.), Paysages de rêve de Gustave Moreau, Paris, 2004.
- Pierre-Louis Mathieu, Le Musée Gustave Moreau, Réunion des musées nationaux, Paris, 2005.
- Gilbert Bou, Gustave Moreau à Decazeville, Rodez, 2010.
- Marie-Cécile Forest (ред.), L'Homme aux figures de cire, Paris, 2010.